# Weißbauch-Ameisenschlüpfer
Der Weißbauch-Ameisenschlüpfer (Myrmotherula longicauda) zählt innerhalb der Familie der Ameisenvögel (Thamnophilidae) zur Gattung Myrmotherula.
Die Art kommt in Bolivien, Ecuador, Südwestkolumbien und Peru entlang der Ostseite der Anden vor.
Das Verbreitungsgebiet umfasst feuchte Waldränder an Bergausläufern der östlichen Anden, tropischen oder subtropischen feuchten Tieflandwald, Bergwald und ehemalige baumbestandene Lebensräume zwischen 400 und 1800 m Höhe.
Das Artepitheton kommt von lateinisch longus ‚lang‘ und lateinisch cauda ‚Schwanz‘.

## Merkmale
Die Art ist für Ameisenschlüpfer klein, hat jedoch einen vergleichsweise langen Schwanz.
Das Männchen ist schwarz mit weißen oder blassgrauen dünnen Streifen auf Kopf, Brust und Rücken und hat einen dünnen schwarzen Kinnstreif sowie einen dünnen weißen Überaugenstreif. Die Flügel sind schwarz, die Flügeldecken haben breite, die Hand- und Armschwingen schmale weiße Ränder. Der Schwanz ist schwarz mit weißen Spitzen, die Unterseite ist weiß, auf Brust und Flanken leicht gestrichelt.
Das Weibchen hat rotbraune Flügelbinden, keinen Kinnstreif und rötlichbraune Brustfärbung.
Die Art kommt in größeren Höhen als der Amazonien-Strichelameisenschlüpfer (Myrmotherula multostriata) vor, der einen deutlich kürzeren Schwanz aufweist, ebenso der ähnliche Weißstreifen-Ameisenschlüpfer (Myrmotherula cherriei), jedoch sind beide auf der Unterseite kräftiger gestreift.
Es werden folgende Unterarten anerkannt:
- M. l. soderstromi Gyldenstolpe, 1930 – Südkolumbien und Nordecuador
- M. l. pseudoaustralis Gyldenstolpe, 1930 – Ostecuador bis Nordperu
- M. l. longicauda Berlepsch & Stolzmann, 1984, Nominatform – Zentralperu
- M. l. australis Chapman, 1923 – Südostperu und Nordwestbolivien

## Stimme
Der Gesang besteht aus meist 6 kurzen klaren Tönen, etwas schneller als 1/s und wird als „tee-tip tee-tip tee-tip tee-tip tee-tip“ beschrieben.

## Lebensweise
Die Nahrung besteht aus kleinen Insekten und Spinnen, die in Paaren, meist nicht in gemischten Jagdgemeinschaften in mittlerer Baum- bis Wipfelhöhe, meist zwischen 2 und 8 m Höhe gejagt werden.
Zur Brutzeit und zum Nest liegen bislang keine Informationen vor.

## Gefährdungssituation
Der Bestand gilt als nicht gefährdet (Least Concern).